# Gewöhnliches Stachelbein

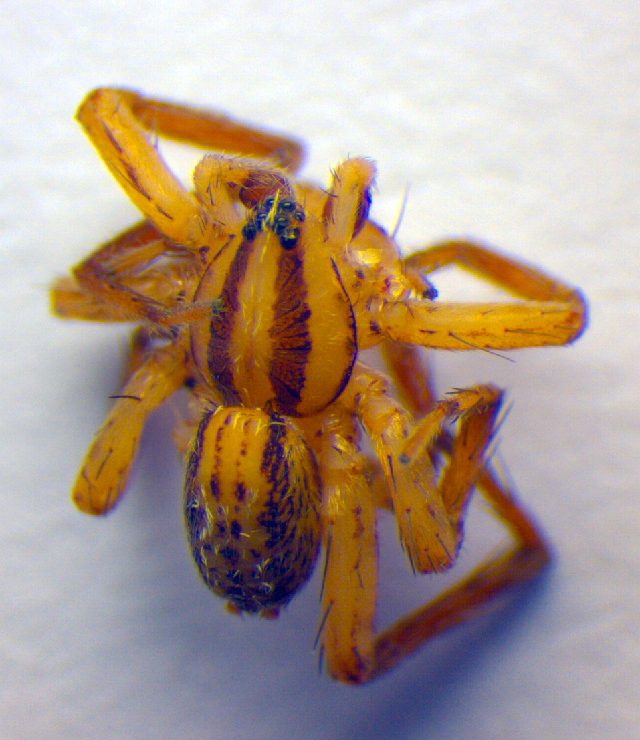
Präparat eines Männchens

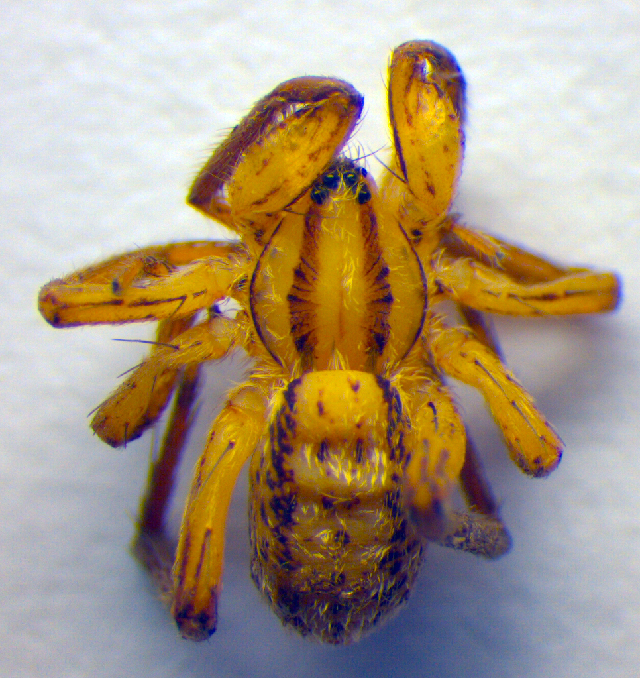
Präparat eines Weibchens

Das Gewöhnliche Stachelbein (Zora spinimana), auch Dornhandwanderspinne genannt, ist eine Art der zu den Echten Webspinnen gehörenden Wanderspinnen und paläarktisch verbreitet.

## Merkmale
Die Männchen erreichen eine Körperlänge von 5–6 mm, die Weibchen eine von 6–7 mm. Die Grundfarbe ist blass gelbbraun. Auf dem Prosoma befinden sich kontrastreiche dunkle Längsbänder. Diese sind schmaler als die angrenzenden hellen Seitenteile. Die Beine sind gelbbraun gefärbt. Die distalen Segmente sind dabei dunkler, die Füße jedoch wieder heller. Auf den Femora der vorderen beiden Beinpaare befinden sich dünne dunkle Längsstreifen, die den Jungtieren noch fehlen. Dafür sind die Beine bei diesen dunkel geringelt. Auch die ähnliche Art Zora silvestris weist diese Längslinien auf den vorderen Oberschenkeln auf. Männchen von Z. spinimana besitzen ventral auf den Coxen des 4. Beinpaars dichte Haarpolster. In Ruhestellung strecken die Spinnen 4 Beinen nach vorne und 4 nach hinten. Die Tibien und Metatarsen der zwei vorderen Beinpaare sind mit langen, aufrichtbaren Stacheln besetzt, die einen Fangkorb bilden. Damit kann die Spinne kleine Beutetiere ergreifen und festhalten und sich vor ihnen schützen, wenn es sich um wehrhafte Arten handelt.
Die Art gleicht äußerlich sehr einer Wolfspinne (Lycosidae), zumal sie auch eine ähnliche Lebensweise führt. Der wichtigste Unterschied zu den Wolfsspinnen ist die Stellung der Augen, deren hintere Reihe bei den Miturgidae nicht viel größer ist als die vordere und in Trapezform angeordnet ist. Auch mit anderen Arten der Gattung kann sie verwechselt werden. Dazu gehören in den deutschsprachigen Ländern das Steppenstachelbein (Zora manicata), das Waldstachelbein (Zora nemoralis) und das Felsheiden-Stachelbein (Zora silvestris) aus Deutschland, Österreich und der Schweiz, das Kleine Stachelbein (Zora armillata) aus Deutschland und Österreich, das Gestreifte Stachelbein aus Deutschland und der Schweiz, Zora alpina aus der Schweiz und Zora pardalis aus Österreich. Von diesen Arten ist sie vor allem Zora parallela sehr ähnlich, bei der die dunklen Prosoma-Längsbinden etwa so breit sind wie die hellen Seitenbänder und das Opisthosoma drei dunkle Längsstreifen aufweist.

## Verbreitung und Lebensraum
Die Art ist weit verbreitet von Europa bis Ostasien. In Europa lebt sie von der Iberischen Halbinsel im Südwesten und Irland im Nordwesten bis in den Norden Fennoskandinaviens, auf der Apenninhalbinsel, der Balkanhalbinsel und bis nach Russland. Lücken im Verbreitungsgebiet finden sich dabei in der Republik Moldau, Bosnien-Herzegowina, im Kosovo, im Süden Italiens inklusive Sardinien und Sizilien sowie in den zentraleren, küstenferneren Regionen Fennoskandinaviens. Östlich davon lebt die Art in der Türkei, im Kaukasus und in Russland. Hier erstreckt sich das Verbreitungsgebiet nach Osten hin bis in den Iran oder Kasachstan in Zentralasien und noch weiter östlich bis nach China und Japan.
Zora spinimana ist eine häufige und weit verbreitete Spinne, die in Wäldern, Wiesen und Moorgebieten anzutreffen ist. Dabei zeigt die eurytope Freiflächenart eine Präferenz für stärker belichtete und feuchtere Habitate. Sie ist auch halotolerant und kommt auf Salzwiesen der Nordsee vor. Weitere Habitate können z. B. relativ trockene Wiesen, hohe Feuchtwiesen, sumpfige Bereiche, Heiden, Waldlichtungen und lichte Wälder sein, die Art hat wenig spezifische Lebensraumansprüche.

## Lebensweise
Die bodenlebende Art jagt freilebend in den bodennahen Vegetationsschichten kleine Insekten, ohne ein Fangnetz anzulegen. Die Art ist reif im Frühjahr und Sommer. Die Balz der Männchen besteht aus einem Zittern und Winken der ersten beiden Beinpaare. Das Weibchen legt die Eier im Sommer in ein Gespinst ab, das unter Steinen oder in trockenen Blättern angelegt wird. Anschließend bewacht es den aus Grasblättern, Laub und Steinen geformten Kokon bis zum Schlüpfen der Jungspinnen.

## Taxonomie
Die Art wurde 1833 von Carl Jakob Sundevall unter dem Namen Lycaena spinimana erstbeschrieben. Weitere Synonyme lauten Hecaerge maculata Blackwall 1833, Lycodia spinimana Sundevall 1833, Dolomedes spinimanus C.L.Koch 1835, Dolomedes lycaena Walckenaer 1837, Psilothra spinimana Gistel 1848, Hecaerge spinimana Blackwall 1861, Zora lycaena Thorell 1870 und Zora maculata Menge 1875. Der Name Zora spinimana wurde zuerst von Carl Ludwig Koch 1847 verwendet.
Früher wurde die Gattung Zora in die Familie Zoridae oder Ctenidae (Kammspinnen) eingeordnet.